# ۱ − ۲ + ۳ − ۴ + …

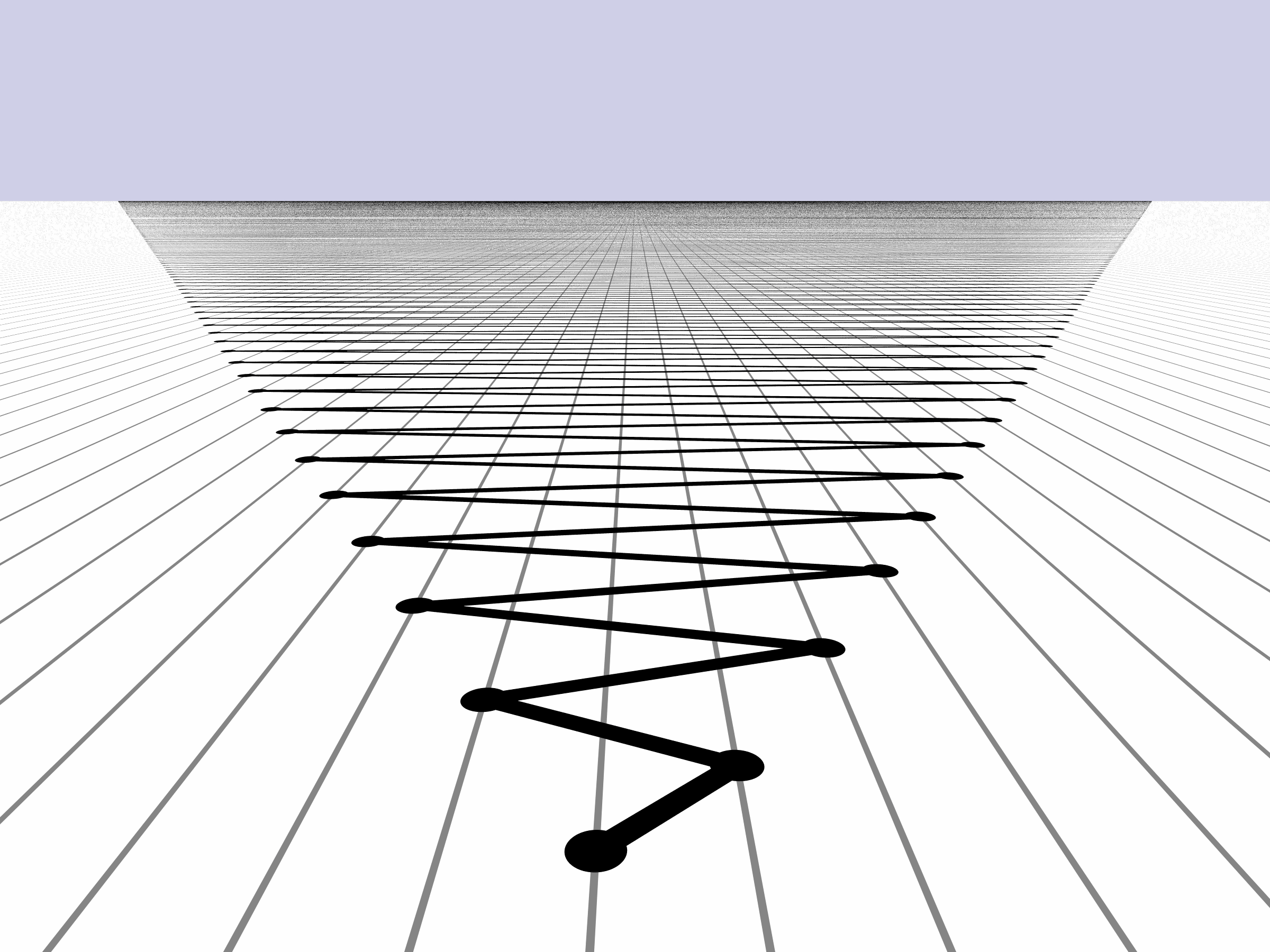
مجموع جزئی ۱۵ هزار جمله اول سری ۱ − ۲ + ۳ − ۴ + …. اعداد مثبت در سمت راست و اعداد منفی در سمت چپ نمودار قرار دارند.

در ریاضیات، ‎۱ − ۲ + ۳ − ۴ + …‎ یک سری نامتناهی از اعداد طبیعی متوالی است که متناوباً تفریق و جمع می‌شوند. با استفاده از نماد سیگما برای مجموع‌یابی، مجموع {\displaystyle m} جمله اول از این سری به صورت زیر نمایش می‌یابد:
{\displaystyle \sum _{n=1}^{m}n(-1)^{n-1}}
این سری نامتناهی واگراست؛ به این معنا که دنباله‌ی مجموع جزئی آن (۱، -۱، ۲، -۲، ...) به یک حد مشخص میل نمی‌کند. با این حال، در میانه قرن ۱۸ میلادی، لئونارد اویلر معادله زیر را که به زعم وی توأم با یک پارادوکس بود نوشت:
{\displaystyle 1-2+3-4+\cdots ={\frac {1}{4}}}
تا مدت‌ها بعد شرحی مستحکم از نظر ریاضی برای این معادله یافت نشد. در دهه‌ی ۱۸۹۰، ارنستو چسارو، امیل بورل و دیگران روش‌هایی خوش‌تعریف را برای در نظر گرفتن مجموع‌هایی تعمیم‌داده‌شده برای سری‌های واگرا مطالعه کردند، که شامل تفسیرهایی جدید از کار اویلر نیز می‌شد. بسیاری از این روش‌های مجموع‌یابی برای ‎۱ − ۲ + ۳ − ۴ + …‎ عدد ۱⁄۴ را در نظر می‌گیرند. روش مجموع‌یابی چسارو از معدود روش‌هاییست که قادر به مجموع‌یابی این سری نیست. بنابراین این سری نیاز به روش‌هایی قدری قوی‌تر نظیر روش مجموع‌یابی آبل برای سری‌های واگرا دارد.
سری  ‎۱ − ۲ + ۳ − ۴ + …‎ ارتباط نزدیکی با سری گراندی دارد. اویلر این دو سری را به عنوان حالت‌هایی خاص از سری 1 − 2n + 3n − 4n + ... به ازای مقادیر دلخواه n و در ادامه پژوهش‌هایش بر روی مسئله بازل قلمداد می‌کرد، که به معادلات تابعی از تابع اتای دیریکله و تابع زتای ریمان می‌رسد.

## واگرایی
جملات سری، یعنی (۱، -۲، ۳، -۴، ...) به صفر میل نمی‌کنند، بنابراین مطابق آزمون جمله این سری واگراست. می‌توان این واگرایی را در سطحی بنیادی‌تر نیز مشاهده کرد؛ طبق تعریف واگرایی یا همگرایی یک سری بر اساس واگرایی یا همگرایی حد دنباله‌ی مجموع‌های جزئی آن تعیین می‌شود، و این دنباله برای سری مورد بررسی عبارتست از:
۱ = ۱،
۱ − ۲ = −۱،
۱ − ۲ + ۳ = ۲،
۱ − ۲ + ۳ − ۴ = −۲،
۱ − ۲ + ۳ − ۴ + ۵ = ۳،
۱ − ۲ + ۳ − ۴ + ۵ − ۶ = −۳،
...
در این دنباله هر عدد صحیح دقیقاً یک بار ظاهر می‌شود، {\displaystyle 0} نیز در صورت ذکر در نظر گرفتن مجموع جزئی صفر جمله از سری ظاهر می‌شود؛ که بیانگر شمارا بودن مجموعه اعداد صحیح {\displaystyle \mathbb {Z} } است. این دنباله به وضوح نشان می‌دهد که سری به هیچ عدد مشخصی همگرا نمی‌شود، زیرا برای هر x می‌توان یک نقطه یافت که پس از آن همه مجموع‌های جزئی خارج از بازه‌ی [x−1, x+1] قرار گیرند. بنابراین ‎۱ − ۲ + ۳ − ۴ + …‎ واگرا است.

## روش‌های ابتکاری برای مجموع‌یابی
از آنجایی که جملات سری یعنی ۱، -۲، ۳، -۴، ... از الگوی ساده‌ای پیروی می‌کنند، می‌توان جملات سری ‎۱ − ۲ + ۳ − ۴ + …‎ را جابه‌جا و جملات مختلف را با هم جمع زد تا به یک عدد مشخص رسید. با فرض اینکه بتوان به مجموع این سری عدد s را متناظر کرد، شیوه‌ی جمع‌زنی زیر عدد s = 1⁄4 را به دست می‌دهد:

جمع زدن چهار کپی از سری ۱ − ۲ + ۳ − ۴ + ...، به روش جابه‌جا کردن جملات سری و جمع زدن جمله‌به‌جمله آن‌ها، عدد ۱ را می‌دهد. نیمه چپ و راست تصویر هر کدام دو کپی از ۱ − ۲ + ۳ − ۴ + ... را که با ۱ − ۱ + ۱ − ۱ + .... جمع می‌شوند نشان می‌دهند.

{\displaystyle {\begin{array}{rclllll}4s&=&&(1-2+3-4+\cdots )&{}+(1-2+3-4+\cdots )&{}+(1-2+3-4+\cdots )&{}+(1-2+3-4+\cdots )\\&=&&(1-2+3-4+\cdots )&{}+1+(-2+3-4+5+\cdots )&{}+1+(-2+3-4+5+\cdots )&{}+(1-2)+(3-4+5-6\cdots )\\&=&&(1-2+3-4+\cdots )&{}+1+(-2+3-4+5+\cdots )&{}+1+(-2+3-4+5+\cdots )&{}-1+(3-4+5-6\cdots )\\&=&1+&(1-2+3-4+\cdots )&{}+(-2+3-4+5+\cdots )&{}+(-2+3-4+5+\cdots )&{}+(3-4+5-6\cdots )\\&=&1+[&(1-2-2+3)&{}+(-2+3+3-4)&{}+(3-4-4+5)&{}+(-4+5+5-6)+\cdots ]\\&=&1+[&0+0+0+0+\cdots ]\\4s&=&1\end{array}}}
بنابراین {\displaystyle s={\frac {1}{4}}}. این روش در تصویر سمت راست نمایش داده شده است.
با وجود اینکه سری ‎۱ − ۲ + ۳ − ۴ + …‎ دارای یک مجموع به معنای معمول آن نیست، طبیعی‌ترین مجموعی که می‌توان به این سری نسبت داد همان رابطه  s = 1 − 2 + 3 − 4 + ... = 1⁄4 است. تعریفی تعمیم‌یافته از «مجموع» یک سری واگرا، روش تجمیع کردن یا روش تجمیع‌سازی  نام دارد. روش‌های گوناگون زیادی برای این کار وجود دارند (که برخی از آن‌ها در پایین استفاده شده‌اند) و یکی از مشخصات مطلوب برای چنین روش‌هایی، داشتن اشتراکاتی با روش‌های تجمیع معمولی سری‌ها است.
آنچه از تجمیع سری مورد نظر به روش بالا استنتاج می‌شود در واقع این است: با فرض داشتن یک روش تجمیع‌سازی خطی و پایدار برای تجمیع زدن سری ‎۱ − ۲ + ۳ − ۴ + …‎، نتیجه حاصل 1⁄4  خواهد بود. همچنین، از آنجایی که
{\displaystyle {\begin{array}{rcllll}2s&=&&(1-2+3-4+\cdots )&+&(1-2+3-4+\cdots )\\&=&1+{}&(-2+3-4+\cdots )&{}+1-2&{}+(3-4+5\cdots )\\&=&0+{}&(-2+3)+(3-4)+(-4+5)+\cdots \\2s&=&&1-1+1-1\cdots \end{array}}}
چنین روشی باید برای مجموع سری گراندی 1 − 1 + 1 − 1 + ... = 1⁄2 را بدهد.

## دنباله‌های مشابه
دنباله‌های دیگری نیز همانند این دنباله وجود دارند. برای نمونه، می‌توان نشان داد که دنباله زیر به عدد {\displaystyle {\frac {1}{2}}} همگرا است. این در حالی است که دنباله تنها از اعداد ۰ و ۱ تولید شده‌است و نباید انتظار داشت به عددی ناکامل همگرا شود.
{\displaystyle 1-1+1-1+\cdots ={\frac {1}{2}}.}